# Lia Tanzi
Lia Tanzi (Buenos Aires, 3 de novembro de 1943) é uma atriz italiana de cinema e televisão.

## Biografia
Lia Tanzi nasceu em Buenos Aires, Argentina, em 3 de novembro de 1943 numa família de imigrantes italianos.
Ainda criança, a família regressa à Itália e ela começa ser atraída pelo cinema e pelo teatro, começando a carreira em pequenos papéis no cinema durante os anos de anos '70.
O sucesso é alcançado através do filme Mia moglie è una strega (Minha esposa è uma bruxa, 1980). Lia continua trabalhar tanto no cinema como na televisão, trabalhando com realizadores como Dino Risi, Franco Castellano, Steno, Carlo Vanzina e Giorgio Capitani. 
Casou-se com o ator Giuseppe Pambieri.

## Filmografia parcial
- 1973 :  Milano trema - La polizia vuole giustizia de Sergio Martino (uma prostituta)
- 1974 : Cugini carnali de Sergio Martino (A moça de Roccadura)
- 1974 : Permettete signora che ami vostra figlia ? de Gian Luigi Polidoro (Ornella Fiocchi)
- 1974 : La signora gioca bene a scopa ? de Giuliano Carnimeo (Marisa)
- 1974 : Fatevi vivi: la polizia non interverrà de Giovanni Fago (Marisa)
- 1975 : Morte sospetta di una minorenne de Sergio Martino (Carmela)
- 1975 : Una sera c'incontrammo de Piero Schivazappa (Rosa Petruzzelli)
- 1975 : Amore mio spogliati... che poi ti spiego! de Fabio Pittorru et Renzo Ragazzi   (Rosanna)
- 1976 : La banca di Monate de Francesco Massaro (Wanda)
- 1976 : Al piacere di rivederla de Marco Leto (Al piacere di rivederla)
- 1977 : La stanza del vescovo de Dino Risi (Landina, guria de Maffei)
- 1977 : La vergine, il toro e il capricorno de Lucciano Martino (Luisa)
- 1980 : Mia moglie è una strega de Castellano & Pipolo
- 1980 : Speed Cross de Stelvio Massi (Resi)
- 1981 : Bollenti Spiriti de Giorgio Capitani (Nicole)
- 1982 : Quando la coppia scoppia de Steno (Rossana De Maio)
- 1983 : Nostalghia
- 2000 : Quello che le ragazze non dicono de Carlo Vanzina
- 2002 : Ultimo stadio de Ivano De Matteo
- 2010 : Una musica silenziosa de Ambrogio Lo Giudice

## Televisão
- 1974 : Philo Vance (mini série TV) de Marco Leto (episódio La canarina assassinata) (Giorgina La Fosse)
- 1974 : Il commissario De Vincenzi
- 1976 : Camilla, mini série
- 1976 : Rosso veneziano, mini série
- 1979 : Sarto per signora, filme
- 1981 : Quell'antico amore, mini série
- 1981 : Fregoli, mini-série
- 1988 : Fratelli, mini série (Vanna Brunetti)
- 1999 : Baldini e Simoni, série (Claudia)
- 2000 : Nebbia in Val Padana, série  (Elena)
- 2002 : Le ali della vita 2, série
- 2000 : Part Time, filme
- 2007-2008 : Carabinieri, série (Margherita, 19 episódios)
- 2010 : La ladra, série(Andreina, 12 episódios)